# 里当瑶族乡
里当瑶族乡是中华人民共和国广西壮族自治区南宁市马山县下辖的一个民族乡。位于马山县东部，乡人民政府驻里当街，距县城32千米。面积152平方千米。年末全乡总人口20723人，居住着瑶、壮、汉等民族。

## 行政区划
里当瑶族乡下辖以下村级行政区划单位：
北屏村、龙琴村、里当村、内钱村、加荣村、太平村、青龙村、雅联村、龙那村和龙桂村。